# Coonabarabran
Coonabarabran est une ville australienne, située dans la zone d'administration locale de Warrumbungle, dont elle est le siège, en Nouvelle-Galles du Sud.

## Géographie
Elle se situe à 450 km au nord-ouest de Sydney, à proximité du parc national de Warrumbungle. Elle est traversée par les Newell et Oxley Highways.
Le nom de la ville est d'origine aborigène.

## Démographie
| 2006  | 2011  | 2016  | 2021  |
| ----- | ----- | ----- | ----- |
| 3 422 | 3 174 | 3 290 | 3 477 |